# Seifersdorf (Jahnsdorf)
Seifersdorf ist ein Ortsteil der Gemeinde Jahnsdorf/Erzgeb. im sächsischen Erzgebirgskreis.

## Lage
Das Waldhufendorf Seifersdorf liegt direkt an der Bundesautobahn 72 etwa mittig zwischen Stollberg/Erzgeb. und Chemnitz nördlich der Straße. Östlich liegen Neukirchen/Erzgeb. und Jahnsdorf, westlich Gersdorf und südwestlich Lugau. Seifersdorf selbst geht nördlich direkt in das benachbarte Leukersdorf über. Durch den Ort, der auf rund 405 m liegt, fließt der Seifersdorfer Bach.
Noch heute finden sich im ehemaligen Bauernort einige Drei- und Vierseithöfe.

## Geschichte

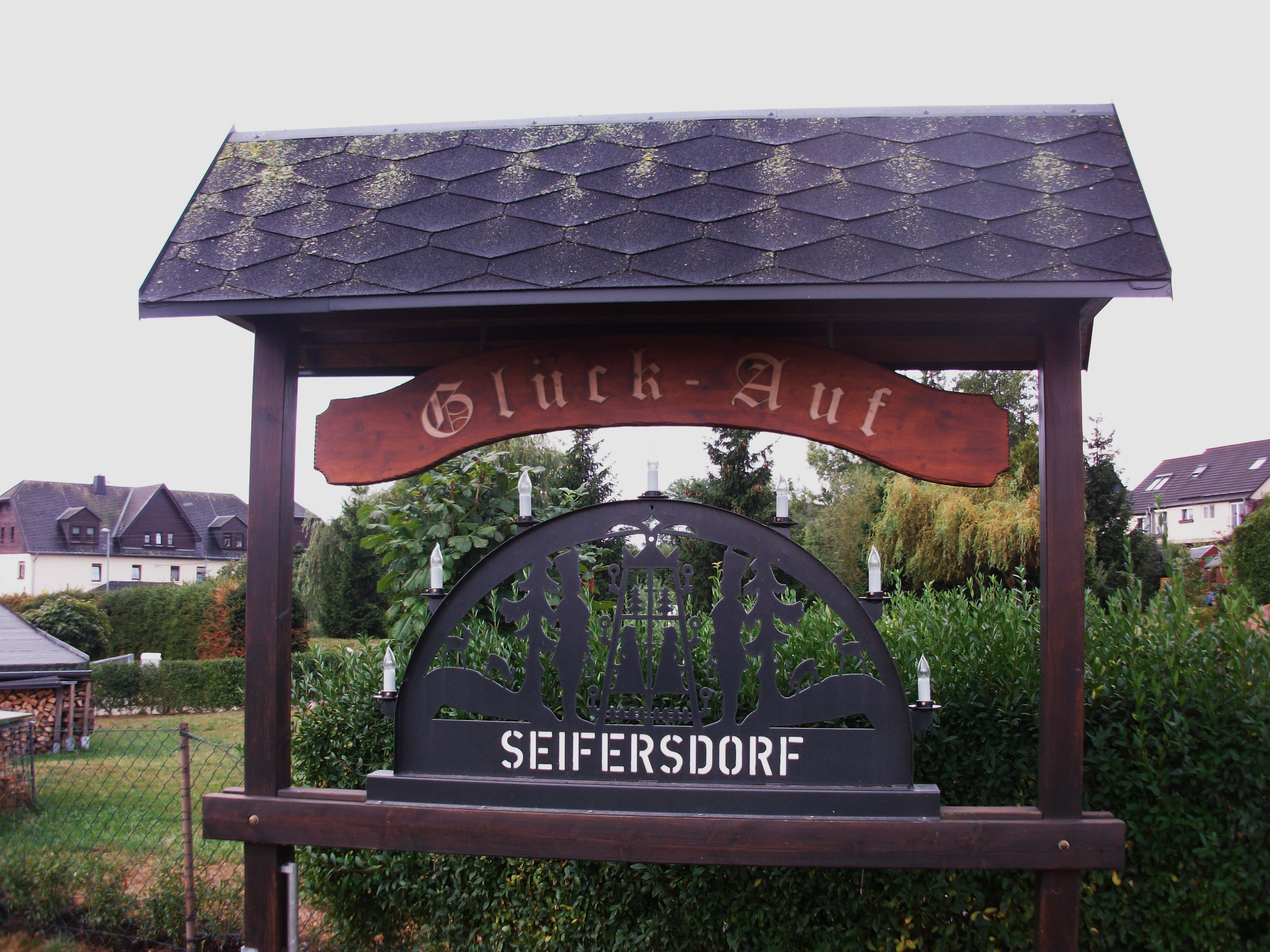
Seifersdorf, Schwibbogen am Ortseingang

Spätestens 1385 wurde der Ort Seyffersdorff erstmals urkundlich erwähnt. Spätere Nennungen sind Seyfferstorff (1442), Seifridsdorf (1586), Seifersdorf b. Stollberg (1875). Vermutlich ist der Ort bereits um 1100 gegründet. Im 16. Jahrhundert war der Ort nach Leukersdorf und Ursprung gepfarrt; heute gehört der Ort kirchlich zu Leukersdorf. Der Ort gehörte zum Amt Grünhain, dem Gerichtsamt Stollberg und ab 1875 zur Amtshauptmannschaft Chemnitz, von 1910 an zur Amtshauptmannschaft bzw. dem Landkreis Stollberg. 1950 bis 1952 war der Ort kurzzeitig Teil es Kreises Chemnitz, anschließend wieder im (Land-)Kreis Stollberg, bis dieser 2008 im heutigen Kreis aufging.
1950 wurde Seifersdorf nach Leukersdorf eingemeindet und gehört damit seit 1999 zu Jahnsdorf.
| Jahr          | 1548/51                                                      | 1764                                     | 1834 | 1871 | 1890 | 1910 | 1925 | 1939 | 1946 | aktuell |
| ------------- | ------------------------------------------------------------ | ---------------------------------------- | ---- | ---- | ---- | ---- | ---- | ---- | ---- | ------- |
| Einwohnerzahl | 16 besessene Mann, 5 Häusler und Hausgenossen, 7 Dienstboten | 16 besessene Mann, 2 Gärtner, 12 Häusler | 2326 | 434  | 512  | 498  | 475  | 524  | 564  | ca. 700 |